# آنا إل. فيشر

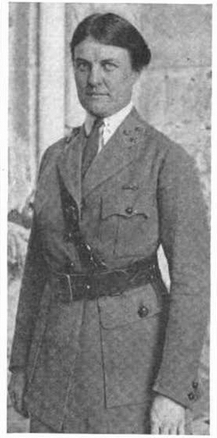
آنا إل. فيشر، من منشور عام 1921.

آنا إل. فيشر بالزي الرسمي والغطاء الرأس، من منشور عام 1920.

آنا ليندرفيلت فيشر (1878 – 17 أكتوبر 1939) كانت عاملة في الصليب الأحمر الأمريكي أشرفت على دار للأيتام في دمشق. كانت مستشارة لـ فيصل الأول في المملكة العربية السورية قصيرة العمر عام 1920، وحملت رتبة نقيب في الجيش السوري. في عام 1927، عُينت في وزارة التربية والتعليم في العراق.

## الحياة المبكرة
وُلدت آنا ليندرفيلت (أو ليندرفيلدت) فيشر في ميلواكي، لكنها غالبًا ما وصفت بأنها من نيويورك، أو من كاليفورنيا، إما باسادينا أو سانتا باربارا، حسب المصدر. كانت ابنة أمين المكتبة المولود في السويد كلاوس أوغست ليندرفيلت ومارغريت إليزا باركر ليندرفيلت. كان شقيقها الأكبر، كارل ليندرفيلت، من حرس كولورادو الوطني المشارك في مذبحة لودلو. تلقت آنا ليندرفيلت تعليمها في باريس.

## المسيرة المهنية
خلال الحرب العالمية الأولى، انضمت فيشر إلى الصليب الأحمر للقيام بأعمال الإغاثة في فرنسا، ثم انتقلت لاحقًا للعمل في دمشق. في عام 1919، شغلت رتبة نقيب في الجيش السوري. وصفت بأنها "الحاكم غير الرسمي للمملكة العربية السورية"، في إشارة إلى دورها كمستشارة لفيصل الأول ملك العراق. نظمت المدارس، وشجعت تطوير الحرف اليدوية التقليدية، وأدارت دار أيتام الصليب الأحمر الأمريكي في دمشق.
من عام 1922 إلى عام 1927، كانت في مدينة نيويورك، تدير مطعم متحف المتروبوليتان للفنون. كما تبرعت بقطع فنية للمتحف خلال هذه الفترة. بعد وقت قصير من استقالتها من ذلك المنصب، عُينت فيشر كملحقة بوزارة التربية والتعليم العراقية، ومقرها بغداد. في عام 1933، العام الذي توفي فيه فيصل، نشرت ذكريات بعنوان "ذكرياتي عن الملك فيصل" في مجلة آسيا.

## الحياة الشخصية
كانت آنا ليندرفيلت مخطوبة للمهندس المعماري أوزوالد قسطنطين هيرينغ الرابع في عام 1900، بينما كانت تعيش في باريس. تزوجت من مهندس التعدين ويليام بوديتش فيشر بعد عام 1901. عاش الزوجان في بوسطن وقضيا الشتاء في سانتا باربرا، لكنهما كانا يعيشان في باريس قبل الحرب العالمية الأولى. كان لديهما ابنة، فرانسيس فيشر (لاحقًا كولينز)، ولدت في أيداهو عام 1907. توفيت آنا إل. فيشر في عام 1939، في منزل ابنتها في ميلبوروك (نيويورك), عن عمر يناهز 61 عامًا.

## روابط خارجية
- "السيدة آنا إل. فيشر من سانتا باربرا، كاليفورنيا. رئيسة دار أيتام دمشق، التي أنشأها الصليب الأحمر الأمريكي"، صورة لفشر في قسم المطبوعات والصور في مكتبة الكونغرس.
- صورة أخرى لآنا إل. فيشر في دار أيتام الصليب الأحمر الأمريكي في دمشق، في قسم المطبوعات والصور بمكتبة الكونغرس.